# حكومة صبري العسلي الثانية
الحكومة السورية التي تشكلت في 13 فبراير 1955، هي الحكومة الرابعة والخمسين في تاريخ سوريا الحديث، والتاسعة والثلاثين في عهد الجمهورية السورية الأولى، والحادية عشر والأخيرة في ولاية هاشم الأتاسي الثانية، والثانية برئاسة صبري العسلي. أشرفت على الانتخابات الرئاسية التي أفضت لانتخاب شكري القوتلي لولاية ثانية، واستقالت في إثرها بموجب الدستور.

## تشكيلة الحكومة
| الوزير                | الوزارة                                    |
| --------------------- | ------------------------------------------ |
| صبري العسلي           | رئيس الوزراء، وزير الداخلية بالوكالة       |
| خالد العظم            | وزير الخارجية، وزير الدفاع الوطني بالوكالة |
| فاخر الكيالي          | وزير الاقتصاد الوطني                       |
| رائف الملقي           | وزير التعليم                               |
| ليون زمرية            | وزير المالية                               |
| عبد الباقي نظام الدين | وزير الأشغال العامة                        |
| حميد الخوجة           | وزير دولة، وزير الصحة العامة بالوكالة      |
| مأمون الكزبري         | وزير العدل                                 |